# José María Cárdenas
José María Cárdenas (* 2. April 1985 in Zacatecas, Zacatecas) ist ein mexikanischer Fußballspieler, der vorwiegend im Mittelfeld agiert.

## Laufbahn
Cárdenas begann seine Laufbahn als Profispieler 2005 beim Club Atlante, mit dem er in der Apertura 2007 die mexikanische Fußballmeisterschaft gewann.
In der Saison 2008/09 stand er beim CF Pachuca unter Vertrag und wurde erstmals in die mexikanische Nationalmannschaft berufen, für die er in seinem Debütspiel am 11. März 2009 gegen Bolivien in der 72. Minute eingewechselt wurde und bereits zwölf Minuten später seinen ersten – bis heute allerdings auch einzigen – Länderspieltreffer zum 5:1-Endstand erzielte.
Über seine weiteren Stationen bei Santos Laguna, Club América und Monarcas Morelia stieß er Anfang 2014 zum Club León, mit dem er in der Clausura 2014 noch einmal mexikanischer Fußballmeister wurde.

## Erfolge
- Mexikanischer Meister: Apertura 2007, Clausura 2014